# Andrea Tron
Andrea Tron (Venezia, 4 ottobre 1712 – Monigo, 25 giugno 1785) è stato un politico italiano cittadino della Repubblica di Venezia, Procuratore di San Marco e Cavaliere della Stola d'Oro.

## Biografia

### La giovinezza
Nacque nella famiglia patrizia veneziana dei Tron, Casato Nuovo che diede alla Repubblica di Venezia un Doge, diverse Dogaresse, nonché vescovi, ambasciatori e procuratori. 
Figlio primogenito del prestigioso diplomatico Nicolò Tron (Verona, 21 settembre 1685 - Venezia, 1º gennaio 1772) e della nobildonna Chiara Grimani Calergi (Venezia?, fine XVII secolo - Venezia?, ?), fu al seguito del padre nella sua attività politica presso le corti europee già in tenerissima età.
Prima di dedicarsi all'attività istituzionale alla quale ogni patrizio veneziano era tenuto, all'età di 24 anni intraprese un viaggio che lo portò nelle maggiori capitali europee del tempo, Parigi e Londra. Già conosciuto per le sue capacità, Andrea mostrò di essere interessato alla politica veneziana sin da subito.
Nel novembre del 1738 iniziò la carriera tra i Savi agli Ordini, mentre tra il 1739 e il 1742 venne eletto Savio di Terraferma per quattro volte consecutive, incarichi i quali gli portarono fama e prestigio.

### Le ambasciate

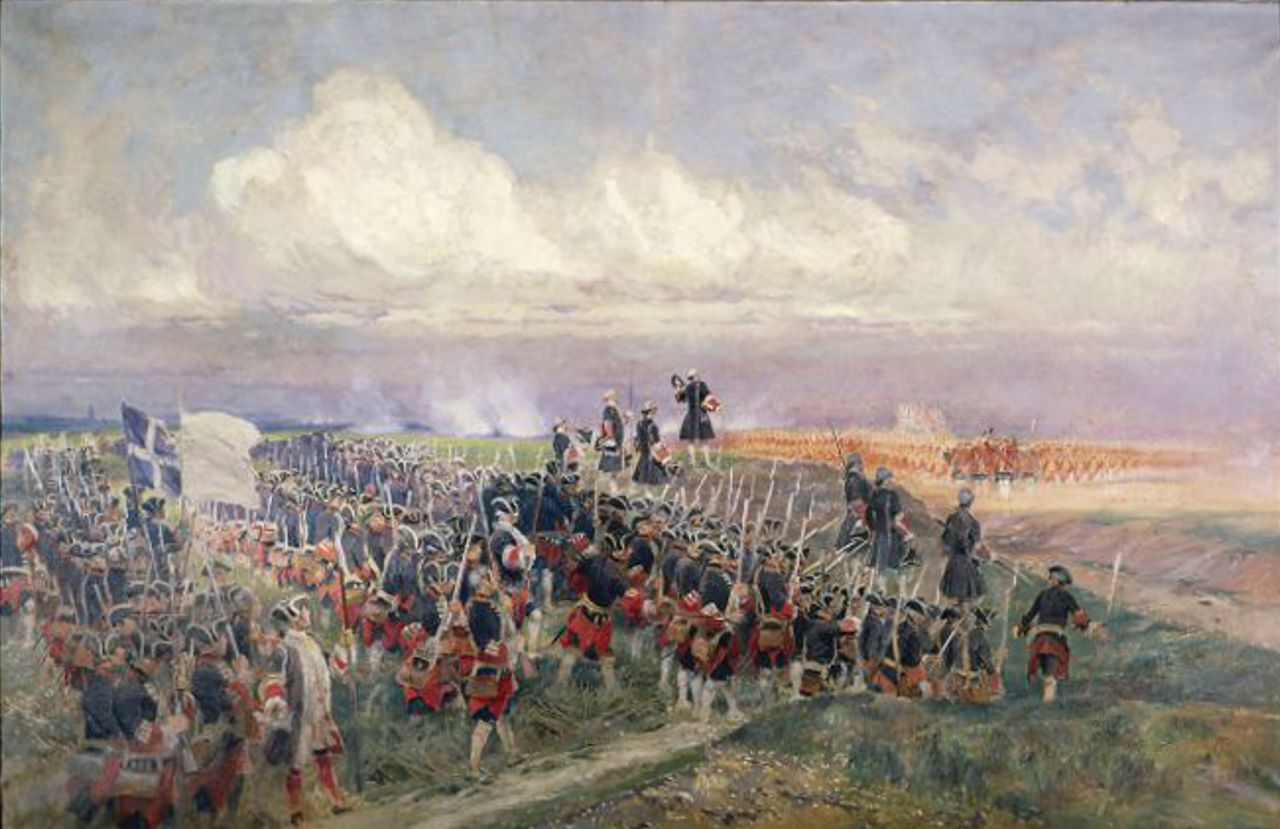
La Battaglia di Fontenoy, di Édouard Detaille. Combattuta l'11 maggio 1745, fu un importante scontro della guerra di successione austriaca.

Il 16 gennaio 1743 venne eletto nobile in Olanda, ossia ambasciatore, con il delicato incarico di riferire a Venezia notizie sulla guerra di successione austriaca, la quale vedeva l'Olanda schierata al fianco, tra gli altri, di Austria, Gran Bretagna e Russia. Inizialmente restio all'incarico per via della sua opinione non troppo positiva in merito al Calvinismo, dovette poi ricredersi: iniziò ad apprezzare le opinioni sagge e i modi concreti che caratterizzavano l'agire dei governanti olandesi, «la miglior gente del mondo», come li definì.
Terminato l'incarico all'Aia, nel 1745 venne eletto ambasciatore in Francia. L'esperienza parigina, al contrario delle sue aspettative, lo deluse: «Il mantenimento moderato senza superfluo esige ducati 2.000 al mese», scriveva in una lettera ad Andrea Querini il 22 marzo 1746. Fedele alla decennale politica veneziana di neutralità, rifiutò le proposte del marchese Paulmy d'Argenson che offrivano Mantova ai veneziani in cambio di una discesa in guerra al fianco della Francia.

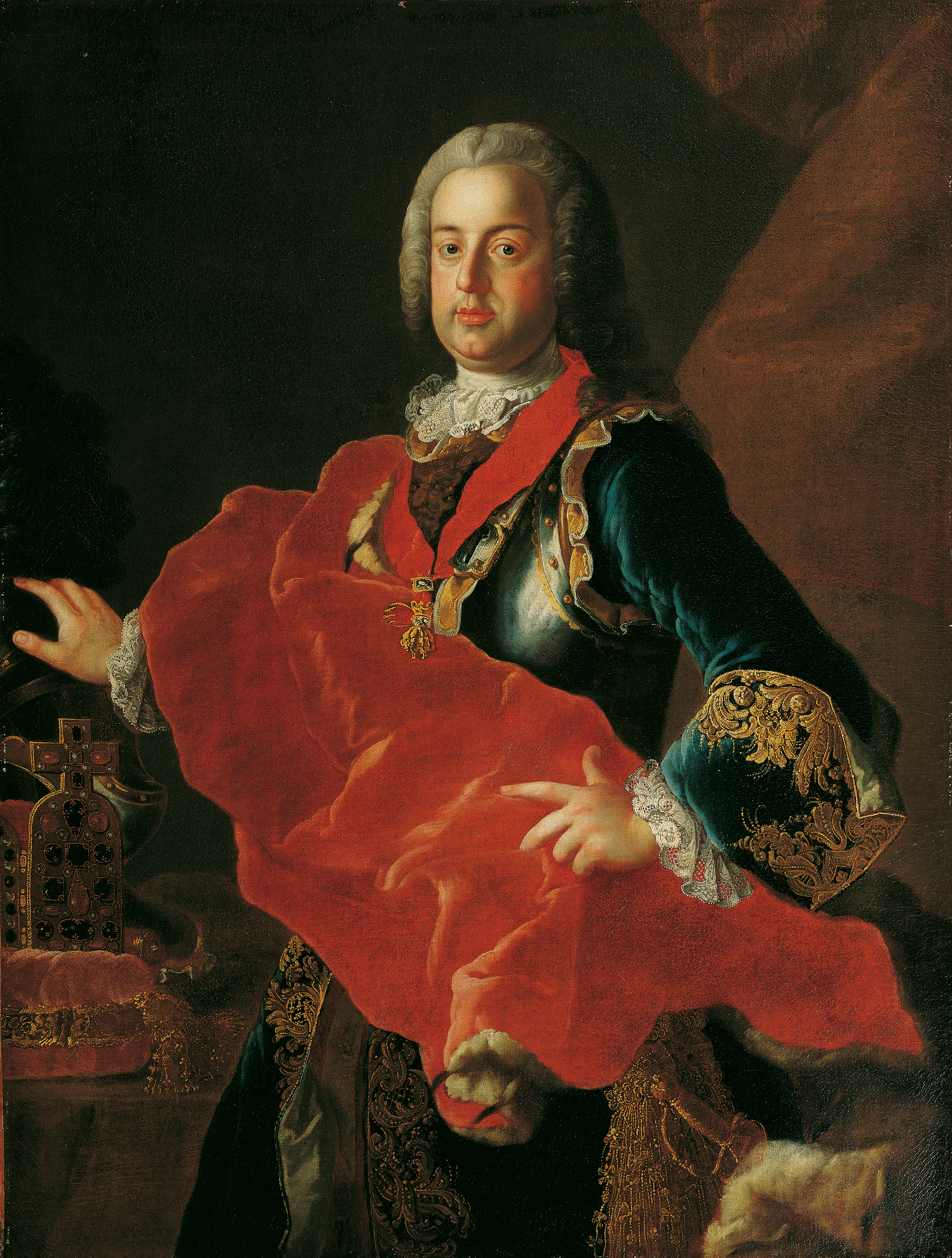
Ritratto dell'Imperatore Francesco I di Lorena, di Martin van Meytens, ca 1745, Österreichische Galerie Belvedere, Vienna.

Nel 1748 gli venne conferito il titolo di Cavaliere della Stola d'Oro. Sempre in quell'anno, il 28 luglio, venne eletto ambasciatore a Vienna, città verso la quale partì l'anno seguente. L'ambasceria presso l'Imperatore Francesco I di Lorena non fu priva di difficoltà: oltre alle continue questioni legate ai confini - specie in Dalmazia - la vertenza sul Patriarcato di Aquileia si prospettò di non facile risoluzione. Dal Quattrocento, il patriarca era tradizionalmente un patrizio veneziano, nonostante la diocesi si allargasse anche a territori imperiali. La controversia fu risolta solo due anni dopo, nel 1751, quando la diocesi venne divisa in due arcivescovati distinti, quello di Udine, in territorio veneziano, e quello di Gorizia, in territorio asburgico.

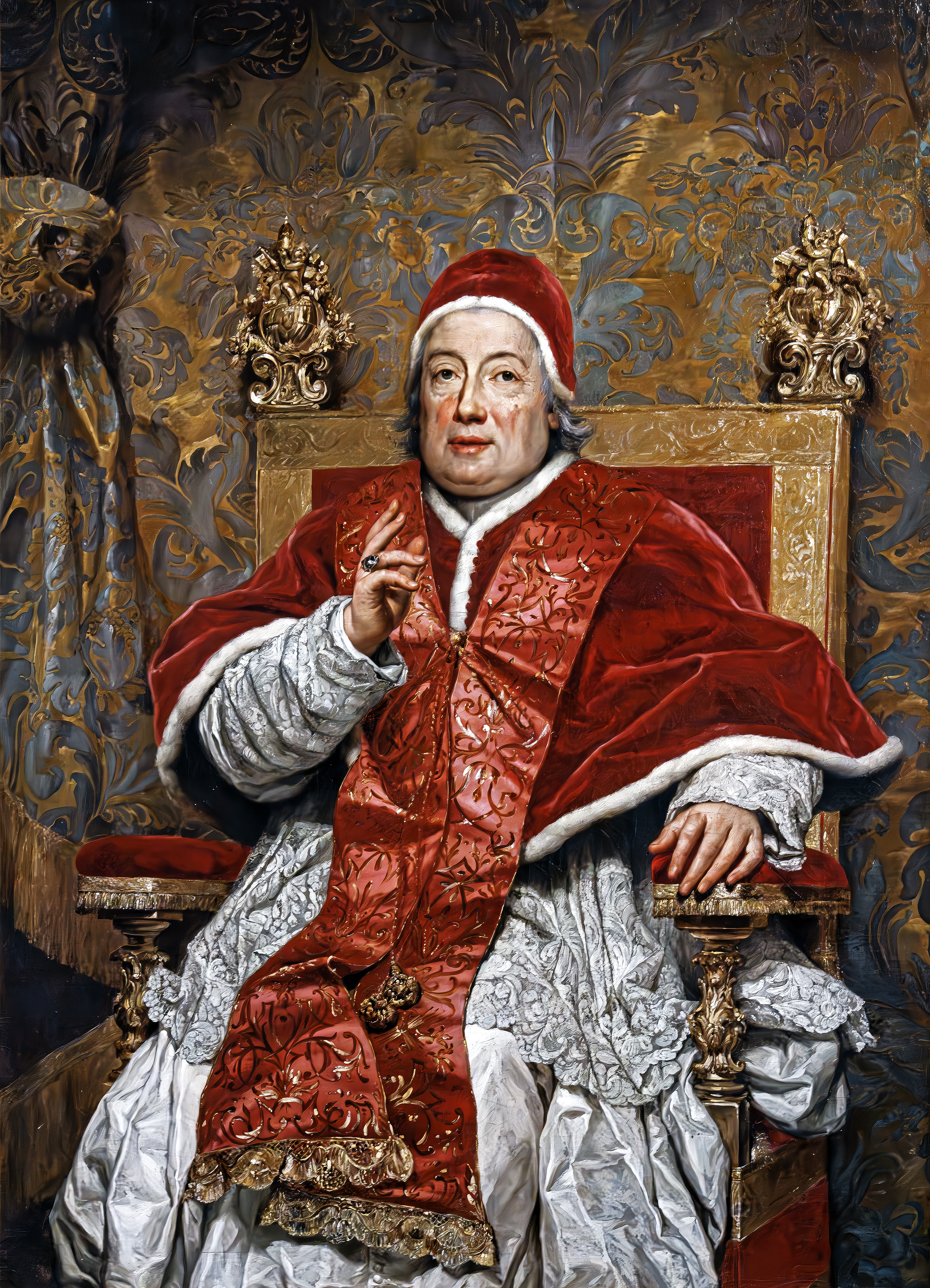
Ritratto di papa Clemente XIII, di Anton Raphael Mengs, 1758, Ca' Rezzonico, museo del Settecento veneziano, Venezia.

Terminata l'ambasciata presso l'Imperatore nel marzo del 1753, Andrea Tron tornò a Venezia, dove si concentrò sulla carriera presso le varie magistrature della Serenissima.

### I magistrati
A seguito della soppressione del Patriarcato di Aquileia decisa da papa Benedetto XIV, quasi come ritorsione contro Roma, Venezia prese delle contromisure. Andrea Tron fu uno dei promotori di un decreto che proibiva l'invio di donazioni in denaro alla Chiesa da parte di veneziani. Tale provvedimento venne ritirato solamente nel 1758, quando un veneziano - Carlo Rezzonico - venne eletto al soglio pontificio con il nome di Clemente XIII.
La carriera politica di Andrea Tron seguì brillante: Savio di Terraferma (1755), Savio del Consiglio (1756-63 e 1765-84), Savio alla Mercanzia (1756 e 1762), Deputato alla Provvigione del Danaro (1758-59), Sopraprovveditore alla Sanità (1760), Provveditore all'Armar (1761) e Riformatore dello Studio di Padova (1765-67, 1769-71, 1775-77, 1779-81, 1783-85). Assieme a questi e molti altri incarichi istituzionali, fu tra i creatori della Deputazione ad pias causas (1766), organo che regolamentava la gestione della manomorta veneziana. Fortemente animata da Tron, l'opera della Deputazione si concentrò sulla secolarizzazione dei beni clericali: 127 monasteri vennero soppressi e i loro beni venduti all'asta al fine di rimpinguare le casse dello Stato veneziano.
Negli anni '70 del Settecento, forse prendendo esempio da quanto aveva fatto il padre precedentemente, Andrea Tron si adoperò per tentare di far rifiorire commerci e industria a Venezia. Intentò una riforma del sistema delle corporazioni veneziane che però, date le forti resistenze interne, non riuscì ad andare oltre la soppressione di alcune corporazioni minori. Nel settembre del 1777, fu il promotore di una ricondotta ai danni degli ebrei di Venezia, i quali erano considerati dei rischiosi competitori nel settore commerciale. Tale ricondotta obbligava gli ebrei, tra le varie cose, ad aumentare le somme di denaro che era loro concesso prestare, regolamentava gli interessi che potevano maturare su tali somme, e imponeva loro di tenere sempre aperti i Tre Banchi del Ghetto.

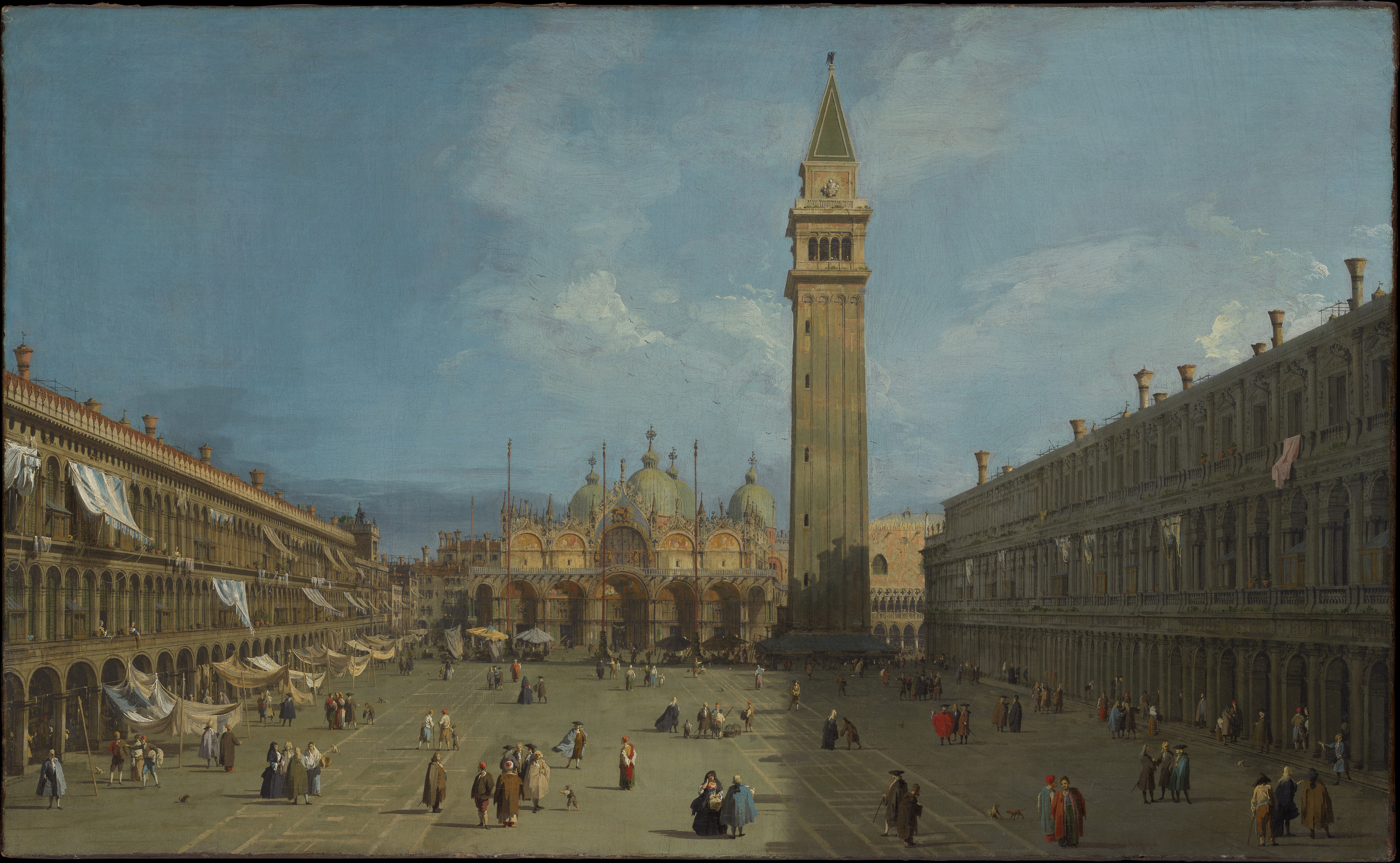
Capriccio di Piazza San Marco, del Canaletto, ca 1720, Metropolitan Museum of Art, Manhattan (New York). A sinistra e a destra, le Procuratie, uffici nonché abitazioni dei Procuratori di San Marco.

### Procuratore di San Marco
In virtù dei servigi resi alla Repubblica e grazie all'ampia influenza che deteneva nelle sale di Palazzo Ducale, il 28 febbraio 1773 il Maggior Consiglio elesse Andrea Tron Procuratore di San Marco de citra, carica vitalizia di prestigio inferiore solo a quella di Doge. Tale carica prevedeva l'amministrazione di tutti gli affari legati al mondo delle Opere Pie - come l'Ospedale della Pietà e quello degli Incurabili - e l'esecuzione dei testamenti per i sestieri di San Marco, Castello e Cannaregio. Tale incarico, oltre a portare un grande potere nelle mani di chi lo esercitava, era considerato il preambolo dell'elezione a Doge. Tuttavia, nel 1779 Andrea Tron non riuscì a farsi eleggere. La carica, invece, fu di Paolo Renier. Tra i fattori che hanno potuto influenzare tale esito potrebbe esserci stato il discusso matrimonio, nel 1772, con Caterina Dolfin, poetessa.
Il discorso tenuto il 2 settembre 1784 al Patriziato, nel quale Andrea Tron spronava i patrizi a tornare ad investire in commerci e industria, è considerato il suo «testamento politico».

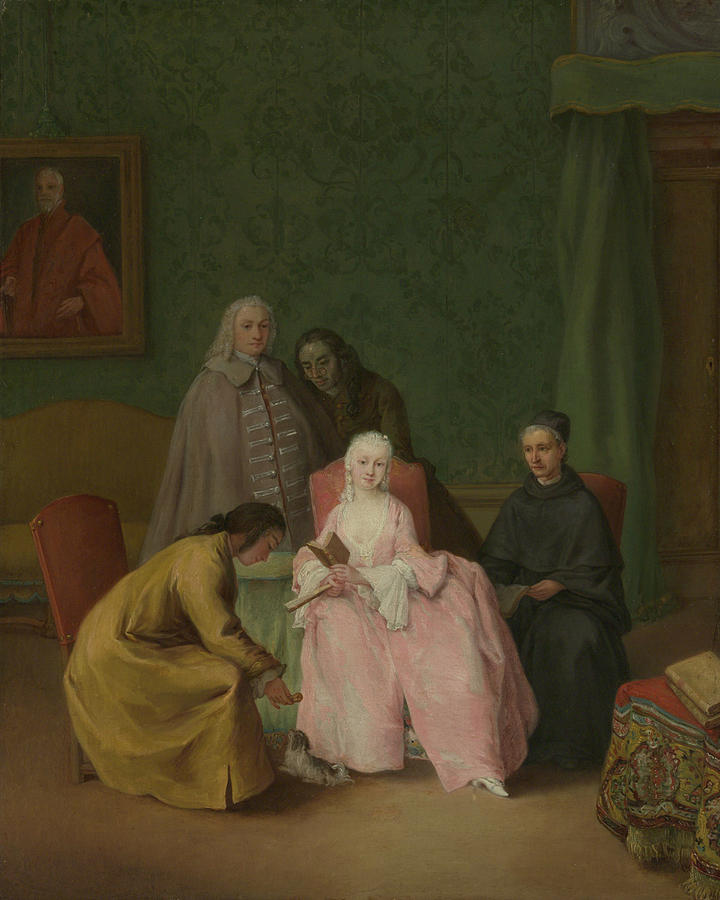
La visita, di Pietro Longhi, 1746, Metropolitan Museum of Art, New York. La scena mostra una visita di un gentiluomo ad una signora in un salotto tipico di una residenza veneziana nel Settecento.

Negli ultimi anni di vita soffrì di cataratta. Morì a Monigo (Treviso) il 25 giugno 1785. «Si spegneva così uno degli ultimi protagonisti di una classe politica che per secoli aveva retto con abilità e competenza la Serenissima».

### La relazione con Caterina Dolfin
Andrea Tron conobbe Caterina Dolfin nel 1755. La relazione che ebbero fu molto passionale.
La nobildonna veneziana, figlia unigenita di Giovanni Antonio Dolfin e Donata Salamon, sposò nel 1755 Marcantonio Tiepolo, patrizio le cui sostanze erano in grado di estinguere i debiti che la famiglia aveva contratto in seguito alla morte di Giovanni Antonio nel 1753, evento che scosse profondamente la giovane Caterina. Il matrimonio combinato con un Tiepolo andò presto in crisi, e la relazione con Andrea Tron iniziò immediatamente dopo.
«Bella, colta e intellettualmente vivace», Caterina fu il centro di salotti letterari a Venezia e Padova, ai quali parteciparono, tra gli altri, Gasparo Gozzi e Carlo Goldoni. Non mancò di suscitare scandalo e pettegolezzi a Venezia e fu oggetto di molte invidie. Infatti, diverse stampe satiriche e drammi caricaturali mirarono a denigrare il suo nome.
Nicolò Tron, padre di Andrea, si oppose sempre alla relazione. Il divorzio tra Caterina e Marcantonio Tiepolo fu possibile solamente alla sua morte.
Il matrimonio tra Andrea e Caterina avvenne immediatamente dopo, nel 1772, e la coppia rimase insieme per tutta la vita. Non ebbero figli. Quando Andrea morì, Caterina ereditò una notevole fortuna, che però perse presto a favore dei suoceri.

## Curiosità
- Le doti di intelligenza, abilità politica e spinta all'azione diedero ad Andrea Tron un successo che non passò inosservato ai veneziani del tempo, tant'è che gli fu dato il soprannome di el paròn, ossia il padrone[1].
- Nacque nello stesso anno di Federico II di Prussia, ma morì un anno prima.

## Nella cultura popolare
- Andrea Tron è il protagonista, assieme a Caterina Dolfin che fu sua moglie, del romanzo storico L'amante del Doge, di Carla Maria Russo. La vicenda prende spunto dalla loro relazione, molto discussa nella Venezia del Settecento, e inizia nell'anno 1755, il primo del loro amore.

### Esplicative
1. ↑  Alessandro Zen, ambasciatore veneziano presso Luigi XV, scrive di lui: «È gionto a questa parte il n.h. [nobil homo, ndr] sier Andrea Tron [...] per il nobile, e lodevole desiderio d’erudirsi e di coltivare que’ talenti de quali va providamente adorno». (Archivio di Stato di Venezia, Senato, Dispacci Francia, filza 227, n. 259)
2. ↑  Circa 350.000 euro odierni di valore in oro
3. ↑  È narrata vividamente da Carla Maria Russo nel romanzo storico L'amante del Doge, incentrato proprio su questa storia d'amore. 
Carla Maria Russo, L'amante del Doge, Edizioni Piemme, Milano 2008.
4. ↑  Si consideri, per esempio, il cosiddetto Affare Gratarol del 1775. https://europeanheritageproject.com/palazzo-tron-a-san-beneto-3/#toggle-id-4

### Fonti
1. 1 2 3 4 5 6 7 8 9 10 11 12 13 14 15 16 17  Giuseppe Gullino.
2. ↑  Tabacco, A. T. La crisi dell’aristocrazia senatoria a Venezia, Udine 1980, p. 50.
3. ↑  Series patriarcharum Aquilegiensium, in Monumenta Germaniae Historica, Scriptores, XIII, Hannover 1881, pp. 367-368
4. ↑  Menis, C. G. Storia del Friuli. Dalle origini alla caduta dello Stato patriarcale (1420) con cenni fino al XX secolo, Udine, Società Filologica Friulana, 2002.
5. ↑  Varagnolo.
6. ↑   Deputazione ad pias causas [collegamento interrotto], su san.beniculturali.it. URL consultato il 13 agosto 2022.
7. 1 2   Senato della Serenissima, Capitoli della ricondotta degli Ebrei di Venezia e dello Stato Veneto, Ristampa Forni, Venezia, 1777.
8. ↑  https://san.beniculturali.it/web/san/dettaglio-soggetto-produttore?id=24158. Consultato il 13/08/2022.
9. ↑  https://europeanheritageproject.com/palazzo-tron-a-san-beneto-3/#toggle-id-4. Consultato il 13/08/2022.
10. 1 2  https://europeanheritageproject.com/palazzo-tron-a-san-beneto-3/#toggle-id-4
11. ↑  Carla Maria Russo, L'amante del Doge, Edizioni Piemme, Milano 2008.